# Módulo de un número complejo

En el plano complejo, si z es el afijo del punto M, entonces el módulo de z corresponde a la distancia del punto M al origen

En matemáticas, el módulo de un número complejo es el número real positivo que mide su tamaño y generaliza el valor absoluto de un número real. Esta noción es particularmente útil para definir una distancia en el plano complejo.
El módulo de un número complejo z se denota como |z|. Si el complejo z se expresa en su forma algebraica, a + ib, donde i es la unidad imaginaria, a es la parte real de z y b es la parte imaginaria, este módulo es la raíz cuadrada de la suma de los cuadrados de a y b:
Cuando se está trabajando con números complejos expresados en forma polar (o exponencial), de manera que {\displaystyle z=re^{i\phi }}, entonces el módulo del número complejo {\displaystyle z} es precisamente {\displaystyle r}:
El término módulo fue introducido en 1874 por el matemático francés Jean-Robert Argand, exponiendo una forma de representar cantidades imaginarias mediante construcciones geométricas.

## Ejemplos
- El módulo de 0 es 0. El módulo de un número complejo distinto de cero es distinto de cero.
- El módulo de un real es su valor absoluto.
- El módulo de 1 + i es √2.
- {\displaystyle {\frac {1}{2}}+{\rm {i}}{\frac {\sqrt {3}}{2}}} tiene para el módulo 1.[2]

## Propiedades
Para todos los números reales {\displaystyle a} y {\displaystyle b} con sus respectivos valores absolutos {\displaystyle |a|} y {\displaystyle |b|} y para todos los números complejos z, z1, z2,…, zn:
1. {\displaystyle |a|\leq {\sqrt {a^{2}+b^{2}}}=|a+{\rm {i}}b|\quad {\text{y}}\quad |b|\leq {\sqrt {a^{2}+b^{2}}}=|a+{\rm {i}}b|}
2. {\displaystyle |z|\geq 0}
3. {\displaystyle |z|=0\Leftrightarrow z=0}
4. {\displaystyle |z_{1}z_{2}|=|z_{1}||z_{2}|}
5. {\displaystyle \left|{z_{1} \over {z_{2}}}\right|={|z_{1}| \over {|z_{2}|}}\quad {\text{si}}\quad z_{2}\neq 0}
6. {\displaystyle |{\overline {z}}|=|z|=|-{\overline {z}}|=|-z|}, donde {\displaystyle {\overline {z}}} denota el conjugado (matemática) del número complejo {\displaystyle z}
7. {\displaystyle z{\overline {z}}=|z|^{2}}; de lo que se deduce que {\displaystyle |z|={\sqrt {z{\overline {z}}}}}
8. {\displaystyle |z_{1}+z_{2}|\leq |z_{1}|+|z_{2}|} (desigualdad triangular, que se generaliza a {\displaystyle |z_{1}+z_{2}+\cdots +z_{n}|\leq |z_{1}|+|z_{2}|+\cdots +|z_{n}|})
9. {\displaystyle |z_{1}+z_{2}|\geq |~|z_{1}|-|z_{2}|~|} (deducido de la desigualdad triangular)
10. Caso de igualdad en la desigualdad triangular: {\displaystyle |z_{1}+z_{2}|=|z_{1}|+|z_{2}|~} si y solo si {\displaystyle {\overline {z_{1}}}z_{2}\in \mathbb {R} _{+}}, o si y solo si hay un {\displaystyle \lambda } real positivo tal que {\displaystyle z_{2}=\lambda z_{1}~} o {\displaystyle z_{1}=\lambda z_{2}~}.

## Interpretación geométrica
Si se interpreta z como un punto en el plano, es decir, si se considera su representación, entonces |z| es la distancia desde (la representación de) z al origen.
Es útil interpretar la expresión |x - y| como la "distancia" entre las (imágenes de) dos números complejos x e y en el plano complejo.
Desde un punto de vista algebraico, el módulo es un valor absoluto, lo que le da al conjunto de números complejos la estructura de cuerpo valorado.
Es en particular un norma, por lo que el plano complejo es un espacio vectorial normado (de dimensión 2). De ello se deduce que es un espacio métrico (por lo tanto, un espacio topológico). De hecho, la aplicación: {\displaystyle \mathbb {C} \times \mathbb {C} \rightarrow \mathbb {R} _{+}}, {\displaystyle (z_{1},z_{2})\mapsto |z_{1}-z_{2}|} es una distancia.

## Números complejos de módulo 1
La aplicación {\displaystyle z\mapsto |z|} de {\displaystyle (\mathbb {C} ^{*},\times )} en {\displaystyle (\mathbb {R} ^{*},\times )} es un homomorfismo de grupos. Su núcleo no es otro que el conjunto {\displaystyle \mathbb {U} } de números complejos de módulo 1, que es por tanto un subgrupo de {\displaystyle (\mathbb {C} ^{*},\times )}. Se llama el grupo de unidades de {\displaystyle \mathbb {C} }.
La aplicación {\displaystyle x\mapsto \exp({\rm {i}}x)} es un morfismo de grupos de {\displaystyle (\mathbb {R} ,+)} sobre {\displaystyle (\mathbb {U} ,\times )}. Este morfismo es periódico y se denota como {\displaystyle 2\pi } su período. Esta definición del número π se debe al colectivo Nicolas Bourbaki.